# Elaeocarpus yateensis
Elaeocarpus yateensis är en tvåhjärtbladig växtart som beskrevs av André Guillaumin. Elaeocarpus yateensis ingår i släktet Elaeocarpus och familjen Elaeocarpaceae. Inga underarter finns listade i Catalogue of Life.